# Jacques Roumain
Œuvres principales
- Gouverneurs de la rosée (roman, 1944)
- Bois d'ébène (poème, 1945)

Jacques Roumain, né le 4 juin 1907 à Port-au-Prince et mort le 18 août 1944 à Haïti, est un écrivain et homme politique haïtien.
Il est le fondateur du Parti communiste haïtien. Bien que sa vie fût courte, Jacques Roumain, le poète, a une influence considérable sur la culture haïtienne.

## Biographie
Jean-Baptiste Jacques Roumain est né le 4 juin 1907 à Port-au-Prince, en Haïti. Il a grandi dans un milieu bourgeois et cultivé, exposé très tôt à la culture et à la politique.            
Il est le fils aîné de onze enfants de Marie Emilie et d'Auguste Roumain. Son grand père, Tancrède Auguste, a occupé la Présidence de la République en Haïti de 1912 à 1913. L'année même où son grand-père meurt au pouvoir, le jeune Jacques, âgé de six ans, commence ses études primaires à l'institution Saint-Louis de Gonzague de Delmas, une école catholique de Port-au-Prince, où il effectué évalue les deux premières années du secondaire. Il étudie par la suite en Belgique, en Suisse, en France et en Allemagne. Il voyage également au Royaume-Uni et en Espagne où il amorce des études d'agronomie sans achever son cursus.
En 1927, à vingt ans, il revient en Haïti et fonde La Revue indigène avec Émile Roumer, Philippe Thoby-Marcelin, Carl Brouard et Antonio Vieux, dans laquelle ils publient des poèmes  et des nouvelles.
Il est très actif dans la lutte contre l'occupation américaine d'Haïti,(1915-1934). En 1931, il publie Les Fantoches puis La Montagne ensorcelée (où il évoque la vie d'un village très pauvre de montagne). En 1934, il fonde le Parti communiste haïtien inspiré par le marxisme et les luttes anti-impérialismes. Il est le président-fondateur et secrétaire de la ligue de la jeunesse patriote haïtienne, délégué du comité de ratification des pouvoirs du président Eugène Roy. En raison de ses activités politiques et de sa participation au mouvement de résistance contre la présence américaine, il est régulièrement arrêté. Il est finalement contraint à l'exil en juin 1936 par le président de l'époque, Sténio Vincent, à Bruxelles, puis à l'automne 1937 à Paris.
Pendant ses années d'exil (à Cuba, en France, aux États-Unis), Roumain travaille et se lie d'amitié avec de nombreux écrivains et poètes de son époque, comme Langston Hughes (poète afro-américain) et d’autres membres de la Renaissance de Harlem. Il s’inscrit à l’Institut d'ethnologie pour l’année universitaire 1937-1938, et suit notamment les enseignements de Paul Rivet. Il quitte la France en mai 1939 pour les États-Unis. À la suite de l'élection en mai 1941 d’un nouveau président de la République à Haïti, Élie Lescot, et au changement de gouvernement, on l’autorise à retourner dans son pays natal. Il fonde le bureau d'Ethnologie de la République d'Haïti, à l'automne 1941, et en prend la direction, tout en enseignant l'archéologie précolombienne et l'anthropologie préhistorique.
En 1942, le président Élie Lescot l'investit d'une charge de diplomate à Mexico. « Pourquoi accepte-t-il de représenter au Mexique un régime de plus en plus dictatorial que ses proches amis harcèlent dans un quotidien de Port-au-Prince ?  Est-ce un exil doré ? Est-il déjà malade, et veut-il trouver un peu de repos auprès de ses amis, et se consacrer à l’écriture ? l’énigme reste entière. » Il achève à la même époque l'un de ses livres les plus importants, le recueil de poèmes Bois d'Ébène, et rédige son roman le plus connu, considéré comme son chef-d'œuvre, Gouverneurs de la Rosée.
En 1943, Roumain part pour le Mexique. Malade puis apparemment rétabli, il regagne son poste. Le 7 juillet 1944, il termine son roman Gouverneurs de la Rosée, à Mexico,. Le 15 août 1944, il retourne en Haiti après un voyage à Cuba où il a rencontré des camarades cubains et haïtiens, dont Nicolás Guillén. Il décède à Port-au-Prince le 18 août 1944, à l’âge de 37 ans.

## Caractéristiques de l’œuvre
La majorité du travail de Roumain exprime la frustration et la rage d'un peuple qui a été brimé durant des siècles. Il incluait tous les Haïtiens dans ses écrits, et appelait les pauvres à s'unir contre la misère. Son œuvre continue d'influencer la culture haïtienne et africaine en général.
Jacques Roumain est un contributeur louable et surtout remarquable dans sa production littéraire en matière de poésie engagée ou de poésie révolutionnaire, comme le mentionne Franck Laraque, un intellectuel haïtien, originaire de l'arrondissement de Jérémie dans le département de la Grand'Anse, Haïti, dans une œuvre collective sous la direction de Frantz-Antoine Leconte portant le titre de : Haïti et Littérature, Jacques Roumain au pluriel. « Fulgurance de l'image dans la poésie révolutionnaire de Jacques Roumain » est le nom que porte la contribution de Franck Laraque, qui note que le roman Gouverneurs de la rosée tient compte de l'usage de l'image, des différents styles de phrases caractérisant la forme poétique même comme les métaphores, les comparaisons, images visuelles et non visuelles…
Dans une présentation réalisée  autour de Jacques Roumain et de son œuvre, le poète cubain Nicolas Guillén[¹⁰] a esquissé les traits comportementaux de Roumain en ces termes : 
« L'attitude de Roumain fut inflexible devant l'occupation nord-américaine qui maintient le peuple haïtien sous le joug pendant plusieurs lustres. Il compta bientôt parmi les dirigeants les plus connus de cette lutte, où il se signala par ses talents, sa force de caractère, son patriotisme violent et genereux[¹⁰]. »
L'extrait ci-dessus est tiré du texte « Présentation », paru dans l'édition  du 25 mai 1961 du journal  Hoy[¹¹]. Il a été repris plusieurs dans d'autres publications d'œuvres de Roumain, notamment dans Bois-d'ébène suivi de Madrid aux éditions Mémoire d'encrier[¹²].

## Publications

### Romans
- Les Fantoches, Port-au-Prince : Imprimerie de l'État, 1931.

- La Montagne ensorcelée, Port-au-Prince, Imprimerie E. Chassaing, 1931

- Gouverneurs de la rosée, Port-au-Prince, Imprimerie de l'État, 1944

### Recueil de poèmes
- Bois d'ébène suivi de Madrid, Mémoire d'encrier, Montréal, 2003, 47 pages,  (ISBN 9782923153131)

### Essais
- Analyse schématique 1932-1934, 1934, en collaboration avec Étienne Charlier

### Poésie
Poèmes :
- 1927 – juillet. « Midi », La Trouée, p.22 (Anth. p.32.)
- 1927 – juillet. « Pluie », La Trouée, p.22 (Anth. p.31.)
- 1927 – juillet. « Cent mètres », La Revue indigène (Anth. p.33-34.)
- 1927 – août. « La Danse du poète-clown », La Revue indigène, p.62.
- 1927 – août. « Noir », La Revue indigène, p.62. (ms.: Wiener Walzer).
- 1927 – août. « Nungesser et Coli », La Trouée, p.49.
- 1927 – septembre. « Le Buvard : Insomnie », La Revue indigène, p.111.
- 1927 – septembre. « Le Buvard : Le Chant de l'homme », La Revue indigène, p.113.
- 1927 – septembre. « Le Buvard : Calme », La Revue indigène, p.114.
- 1927 – septembre. « Le Buvard : Orage », La Revue indigène, p.112. (Anth. p.35.)
- 1927 – septembre. « Corrida » (signé Madrid, mai 1926), La Revue indigène, p.115-116.
- 1927 – septembre. « Après-midi », La Trouée.
- 1927 – octobre. « Miragôane », La Trouée.
- 1928 – janvier « À jouer aux billes », La Revue indigène, p.208.
- 1928 – mars « Échappée », La Trouée.
- 1928 – « Surgi d'une natte de paille peinte » (Anth. p.40.) (ms. Paysage irréel)
- 1928 – « Absence » (Anth. p.38.)
- 1928 – « Angoisse » (Anth. p.36.)
- 1928 – «Attente» (Anth. p.37.) (ms. Soir)
- 1928 – « Mirage » (Anth. p.39.)
- 1928 – « Appel » ; poème par...; suivi de « La Chanson des Lambis », par Émile Roumer, Port-au-Prince, Impr. V. Pierre-Noël.
- 1929 – 7 septembre. « Horizon ... soleil », La Presse.
- 1929 – 14 septembre. « Je rêve que je rêve », La Presse.
- 1929 – 14 septembre. « L'Aube », La Presse.
- 1931 – 4 juillet. « Quand bat le Tam-Tam », Haïti-Journal.
- 1931 – 11 juillet. « Une composition inédite de Ludovic Lamothe – poème de Jacques Roumain », Haïti-Journal
- 1931 – 20 octobre. « Langston Hugues », Haïti-Journal.
- 1931 – 30 décembre. « Guinée », Haïti-Journal.
- 1937 – avril. « Madrid », Commune (Paris), n° 44, 4e année, p.926-927.
- 1945 – Bois d'ébène, Port-au-Prince: Impr. Henri Deschamps. Rééditions Éditions Mémoire d'encrier, Collection : Poésie, Montréal : 2003. Comprend quatre poèmes :
  - « Bois d'ébène » ;
  - « Nouveau Sermon nègre » ;
  - « Sales nègres » ;
  - « L'amour la mort ».
- 1978 – 24 septembre. « Un poème inédit de Jacques Roumain : Chanson pour un enfant qui n'avait jamais eu de jouets », Le Nouveau Monde. (signé Bruxelles, 6 décembre 1936).
- 1980 – « Violettes fanées », in Carolyn Fowler, "A Knot in the Thread", Washington, D.C., Howard University Press, p.4. [Composé probablement en 1926].

### Œuvres scientifiques
- Contribution à l'étude de l'éthnobotanique précolombienne des Grandes Antilles ; suivi de L'outillage lithique des Ciboney d'Haïti, Port-au-Prince, Editions des Presses Nationales d'Haïti, 2007,  (ISBN 978-99935-91-23-8)
- À propos de la campagne antisuperstitieuse, Port-au-Prince : Imprimerie de l'État, 1942.
- Griefs de l'homme noir, in L'Homme de couleur par S.E. le Cardinal Verdier, 1939
- Le sacrifice du tambour-Assotor, Bulletin du Bureau d' Ethnologie, No 2, Port-au-Prince, 1943
- L'outillage lithique des Ciboney d'Haïti, Bulletin du d' Ethnologie, 1943.
- L' Ethnologie ancienne des Taïnos, inédit
- L'Origine de l'homme américain, inédit

### Œuvres complètes
- Jacques Roumain, Œuvres complètes, édition critique, Collection Archivos, Espagne : 2003, 1750 p. Édition complète des œuvres de Jacques Roumain sous la direction de Léon-François Hoffmann.

### Filmographie
- 1964, Cumbite, adaptation de Gouverneurs de la rosée réalisée par Tomás Gutiérrez Alea.
- Jacques Roumain, la passion d'un pays, film documentaire d'Arnold Antonin, Haïti, 2008, 118 min. (Article sur le documentaire dans Le Nouvelliste, 7 août 2008. Consulté le 24 avril 2014).